# إبنهس
إبنهس إحدى قرى مركز قويسنا التابع لمحافظة المنوفية في جمهورية مصر العربية.

## التاريخ
قرية إبنهس من القرى القديمة، حيث وردت باسمها الحالي في أعمال جزيرة جزيرة قوسينا ضمن قرى الروك الصلاحي التي أحصاها ابن مماتي في كتاب قوانين الدواوين، كما وردت باسم ابنهس في أعمال الغربية ضمن قرى الروك الناصري التي أحصاها ابن الجيعان في كتاب «التحفة السنية بأسماء البلاد المصرية». وفي العصر العثماني ورد اسمها في التربيع العثماني الذي أجراه الوالي العثماني سليمان باشا الخادم في عصر السلطان العثماني سليمان القانوني ضمن قرى ولاية المنوفية، وفي تاريخ 1228هـ/1813م الذي عدّ قرى مصر بعد المسح الذي قام به محمد علي باشا باسم ابنهس ضمن قرى مديرية المنوفية.
ذكرها علي باشا مبارك في كتابه الخطط التوفيقية باسم "ابناس"، حيث ذكر أنها قرية من قرى مديرية المنوفية بقسم سبك، وأن بها عدة مساجد ومعمل دجاج وسوق يقام كل أسبوع.

## السكان
بلغ عدد سكان إبنهس 17,299 نسمة، حسب الإحصاء الرسمي لعام 2006.